# 榮明方
榮明方（1972年—），現改名為榮儷芳，香港企業家，中信泰富前董事局主席榮智健的女兒，原中國國家副主席榮毅仁長孫女。曾任中信泰富財務部董事、中信泰富信息科技董事局副主席、東區海底隧道董事。

## 生平
自幼獲得父亲荣智健的宠爱，为满足其出海畅游的爱好，荣智健专门为她购买了一艘价值逾千万港元的新游艇。
榮明方1995年於美國史丹福大學畢業後，加入其父的中信泰富出任總經理助理，並曾於大昌行工作。2000年科網熱潮時，她創辦中信泰富信息科技，主力於互聯網及電訊業務，曾為大昌行設立汽車網站 CarNet。她亦曾任香港應用科技研究院非執行董事。

## 东区海底隧道加價爭議
2005年，她担任香港东区海底隧道公司董事期间，东隧公司申请过道加价，未能得到特区政府批准，荣明方后以合约中规定合理经济回报率达15%为由，启动合约中的仲裁机制，把加价申请交予国际仲裁，打赢了官司，结果东隧过道费足足加价67%。
荣明方由此博得父亲的肯定，追随兄长进入董事局，但是这桩与民争利的加价案，却让荣家在香港的公众形象大打折扣。

## 中信泰富巨額虧損
2008年，因为看涨澳元，中信泰富在幾個月裏和13家国际大银行签下了24款风险和收益完全不对等的外汇累计期权合约。随着全球金融危机爆发澳元一路狂泻，中信泰富發出盈利警告，指集團簽訂多份「累計槓桿式外匯買賣合約」（外匯累計期權），因澳洲元大跌而虧損逾150億港元。消息披露后，股价一度暴跌7成，市值蒸发超过200亿港元。
中信泰富的内部调查声称：荣明方只是低级别的财务部主管，不负主要责任，董事總經理范鴻齡处以其调离财务部、降职减薪的轻微处分；内部调查认定的主要责任人张立宪和周志贤则引咎辞职。
香港舆论一片哗然遍认为身为财务董事的荣明方负有第一责任，认为张、周二人不过是荣家的“替死鬼”。香港著名股评人戴维德·韦伯公开质疑，称“根据该公司2007年报，荣明方才是集团的财务部董事，张立宪及周志贤只是副董事总经理及执行董事”。

## 熱愛賽馬運動
榮明方與其父同愛好賽馬，曾在香港先後以個人名義擁有馬匹「分曉」、「劍客」、「逍遙派」、「善財童子」、「駿彩飛馳」。，而她最爱晚上骑马。

## 家族
- 祖父: 荣毅仁, 原中华人民共和国副主席，中国共产党和中国民主建国会党员。
- 父親：荣智健。
  - 姑母：荣智婉，全国政协副主席马万祺的兒媳。
- 母親：Catherine Yung,「汗衫大王」任士剛的孫女。
  - 姨母: Juliana Yam。
- 胞兄：荣明杰，曾就读于史家小学和北京市第二中学。
- 弟弟：荣明棣。

## 連結
- 集 團 財 務 部 之 董 事
- 中信泰富有限公司的集團財務部董事 （页面存档备份，存于）
- 集團財務部之董事 （页面存档备份，存于）